# Roberto Bartini
Robert Ludwigowicz Bartini (ros. Роберт Людвигович Бартини), właściwie Roberto Oros di Bartini (ur. 14 maja 1897 w Fiume, wówczas Austro-Węgry, zm. 6 grudnia 1974 w Moskwie) – radziecki konstruktor lotniczy pochodzenia włoskiego, fizyk i filozof nauki.

## Życiorys
Bartini był od 1921 roku działaczem Włoskiej Partii Komunistycznej. Wyemigrował do Związku Radzieckiego w 1923, po rewolucji faszystowskiej we Włoszech. Był konstruktorem lotniczym – autorem licznych projektów, m.in. samolotu pasażerskiego Stal-7, aczkolwiek jedynym z nich, który trafił do seryjnej produkcji, był bombowiec Jer-2, dokończony przez Jermołajewa i nazwany jego inicjałami.
14 lutego 1938 Bartini został skazany na 10 lat łagru w ramach represji stalinowskich, pod fikcyjnymi zarzutami szpiegostwa na rzecz Mussoliniego i związków z Tuchaczewskim. Podczas odbywania kary pracował w więziennym biurze konstrukcyjnym (szaraszce) Tupolewa nad bombowcem Tu-2 oraz innymi projektami. Zwolniony w 1946, zrehabilitowany w 1956.
Jego ostatnim dokonaniem był śmiały projekt dużego samolotu-amfibii pionowego startu WWA-14 z 1972, po jego śmierci dokończony jako ekranoplan.